# Віктор Пфайфер
В́іктор Пфа́йфер (нім. Viktor Pfeifer; *16 травня 1987, Грац, Австрія) — австрійський фігурист, що виступає у чоловічому одиночному фігурному катанні, найсильніший фігурист-одиночник 2000-х років своєї країни. П'ятиразовий переможець Чемпіонату Австрії з фігурного катання (2003, 2005, 2006, 2009, 2010).

## Кар'єра
Віктор Пфайфер почав займатися фігурним катанням у восьмирічному віці (1995).
Національну першість Австрії з фігурного катання вперше виграв 2003 року. А від сезону 2004/2005 представляв Австрію на міжнародному рівні.
У сезоні 2006/2007 Віктор не переміг не внутрішньому (австрійському) Чемпіонаті з фігурного катання, відтак не здобув право на міжнародні старти сезону. Після сезону він переїхав до США і оголосив про свій намір виступати за цю сильну у фігурному катанні державу. Однак, у наступному сезоні (2007/2008), він не спромігся навіть подолати регіональний відбір («Eastern Sectionals») й кваліфікуватися на Чемпіонат США з фігурного катання. Після цього Пфайфер волів повернутися на батьківщину, й від сезону 2008/2009 двічі поспіль ставав найкращим на австрійській першості з фігурного катання.
На престижних міжнародних змаганнях Віктор Пфайфер займає переважно невисокі місця, рідко відбираючись у довільну програму. Однак, наприклад, 2005 року на Меморіалі Карла Шефера спортсмен посів 5-те місце і кваліфікувався на турнір фігуристів-одиночників на Зимові Олімпійські ігри 2006 (Турин, Італія), де показав 22-й результат.
У 2009 році Пфайфер фактично повторив історію з олімпійською ліцензією для Австрії 4-річної давнини — він став 5-м на турнірі «Nebelhorn Trophy»—2009 і виборов право представляти свою країну в чоловічому одиночному катанні на XXI Зимовій Олімпіаді (Ванкувер, Канада, 2010), де показав 21-й результат (із 30-ти учасників).

## Спортивні досягнення
| Сезони/Змагання                        | 2002/2003 | 2003/2004 | 2004/2005 | 2005/2006 | 2006/2007 | 2007/2008 | 2008/2009 | 2009/2010 |
| -------------------------------------- | --------- | --------- | --------- | --------- | --------- | --------- | --------- | --------- |
| Зимові Олімпійські ігри                |           |           |           | 22        |           |           |           | 21        |
| Чемпіонати світу з фігурного катання   |           |           | 23        | 26        |           |           | 29        |           |
| Чемпіонати Європи з фігурного катання  |           |           | 18        | 18        |           |           | 29        | 17        |
| Чемпіонати Австрії з фігурного катання | 1         | 2         | 1         | 1         | 2         |           | 1         | 1         |
| Меморіали Карла Шефера                 |           |           |           | 5         |           |           | 5         |           |
| Турніри: «Nebelhorn Trophy»            |           |           |           |           |           |           | 10        | 5         |
| Меморіали Ондрея Непела                |           |           |           |           |           |           |           | 2         |